# Bundera taeniata
Bundera taeniata är en insektsart som beskrevs av Cai och He 1995. Bundera taeniata ingår i släktet Bundera och familjen dvärgstritar. Inga underarter finns listade i Catalogue of Life.